# Донські водоспади
48°08′39″ пн. ш. 40°02′40″ сх. д. / 48.1442° пн. ш. 40.0444° сх. д.
Донські водоспади, Вовченські водоспади — штучно утворені водоспади на місці колишнього Замчаловського кар'єру. Розташовані поблизу селища Углеродовського у Волченському сільському поселенні Красносулинського району Ростовської області.
Один з водоспадів має назву «Коси», інший «Дві сльози». 
Водоспад «Коси» розташовано на східній стороні каньйону, а на протилежній стороні від нього - водоспад «Дві сльози», висота якого сягає 10 метрів. Вода з одного водного джерела досить плавно витікає, з іншого падає з великої висоти на розсипи каменів, на яких вода за багато років залишила сліди.
Голова Волченського сільського поселення виступає за те, щоб Донські водоспади отримали статус природної пам'ятки й вони стали місцем туристичного маршруту в Ростовській області